# 6 Gwardyjska Armia Pancerna
6 Gwardyjska Armia Pancerna odznaczona Orderem Czerwonego Sztandaru (ros. 6-я гвардейская танковая Краснознаменная армия) – związek operacyjny Armii Czerwonej.

## Formowanie i walki
6 Gwardyjska Armia Pancerna powstała 12 września 1944 z przekształcenia 6 Armii Pancernej, w składzie 2 Frontu Ukraińskiego. Po kapitulacji III Rzeszy przerzucona na Daleki Wschód w celu walki z japońską Armią Kwantuńską. Weszła w skład Frontu Zabajkalskiego.
Armia uczestniczyła w operacjach II wojny światowej:
- Operacja debreczyńska [06.10.1944 – 28.10.1944]
- Operacja budapesztańska [29.10.1944 – 13.02.1945]
- Operacja wiedeńska [16.03.1945 – 15.04.1945]
- Operacja praska [06.05.1945 – 11.05.1945]
- Operacja mandżurska [09.08.1945 – 02.09.1945]
- Operacja chingano-mukdeńska [09.08.1945 – 02.09.1945]

## Dowódcy armii
- gen. por. Andriej Krawczenko 12.09.1944 – 00.07.1946[2]

## Struktura organizacyjna
Wojenna:
- 9 Gwardyjski Korpus Zmechanizowany;
- 5 Gwardyjski Korpus Pancerny;
- 6 Samobieżna Brygada Artylerii;
- inne samodzielne jednostki.

W 1990
w składzie Kijowskiego Okręgu Wojskowego
- 17 Dywizja Pancerna[a]
- 42 Dywizja Pancerna[a]
- 75 Dywizja Pancerna[b]
- 162 Brygada Rakiet Operacyjno-Taktycznych
- 269 Brygada Rakiet Przeciwlotniczych